# Scottville (Michigan)
Scottville è un comune degli Stati Uniti d'America, situato nello Stato del Michigan, nella contea di Mason.